# Sjeverni Yan
Sjeverni Yan (kineski: 北燕 / 北燕, pinyin: Bĕiyàn) bila je država kineska na sjeveroistoku Kine od 407. do 436. godine, u razdoblju Šesnaest kraljevstava.  
Njena preteča je bila država Kasniji Yan koju je osnovao Xianbei klan Murong. Njen posljednji član Murong Xi je ubijen u ustanku 407. godine, a vlast je preuzeo Gao Yun, usvojeni sin cara Murong Baoa, kojega dio povjesničara smatra prvim vladarom Sjevernog Yana. Dio povjesničara, pak, smatra da je prvi car njegov prijatelj Feng Ba, koji je preuezo prijestolje poslije Gao Yunovog ubojstva 409. godine. Država Sjeverni Yan je pod njim uspjela očuvati svoje teritorije, ali je naglo oslabila pod Feng Baovim bratom i nasljednikom Feng Hongom. Pod udarima države Sjeverni Wei Feng Hong je odlučio 436. godine evakuirati prijestolnicu i s velikom svitom otići u izgnanstvo na teritorij susjedne države Goguryeo, čime je Sjeverni Yan de facto prestao postojati. Kada je Jiangsu od Goguryeoa 438. godine dao pogubiti Feng Honga, država je i de iure nestala.

## Vladari Sjevernog Yana
| Hramsko ime | Postumno ime               | Prezime i ime                       | Duljina vladavine | Prijestolno ime i duljina trajanja   |
| --- | -------------------------- | ----------------------------------- | ----------------- | ------------------------------------ |
| Konvencionalno kineski: prezime, pa ime |                            |                                     |                   |                                      |
| nepoznato | Huiyi (惠懿 Huìyì)         | 慕容云 Mùróng Yún1 or 高云 Gao Yun1 | 407. – 409.       | Zhengshi (正始 Zhèngshǐ) 407. – 409. |
| Taizu (太祖 Taìzǔ) | Wencheng (文成 Wénchéng)   | 馮跋 Féng Bá                        | 409. – 430.       | Taiping (太平 Taìpíng) 409. – 430.   |
| nema | Zhaocheng (昭成 Zhāochéng) | 馮弘 Féng Hóng                      | 430. – 436.       | Daxing (大興 Dàxīng) 431. – 436.     |
| 1 Prezime Gao Yuna je promijenjeno u Murong kada ga je usvojila kraljevska obitelj. Ako se Gao Yun računa kao nasljednik Kasnijeg Yana, on nestaje s njegovom smrću 409. god., inače je to 407. god. |                            |                                     |                   |                                      |